# Schizocosa tamae
Schizocosa tamae este o specie de păianjeni din genul Schizocosa, familia Lycosidae. A fost descrisă pentru prima dată de Willis J. Gertsch și Davis, 1940. Conform Catalogue of Life specia Schizocosa tamae nu are subspecii cunoscute.